# ليون باين
ليون باين (بالإنجليزية: Leon Payne) هو كاتب أغاني وموسيقي ومغن مؤلف ومغني أمريكي، ولد في 15 يونيو 1917، وتوفي في 11 سبتمبر 1969.

## وصلات خارجية
- ليون باين على موقع ميوزك برينز (الإنجليزية)
- ليون باين على موقع أول ميوزيك (الإنجليزية)
- ليون باين على موقع ديسكوغز (الإنجليزية)